# Második bécsi döntés

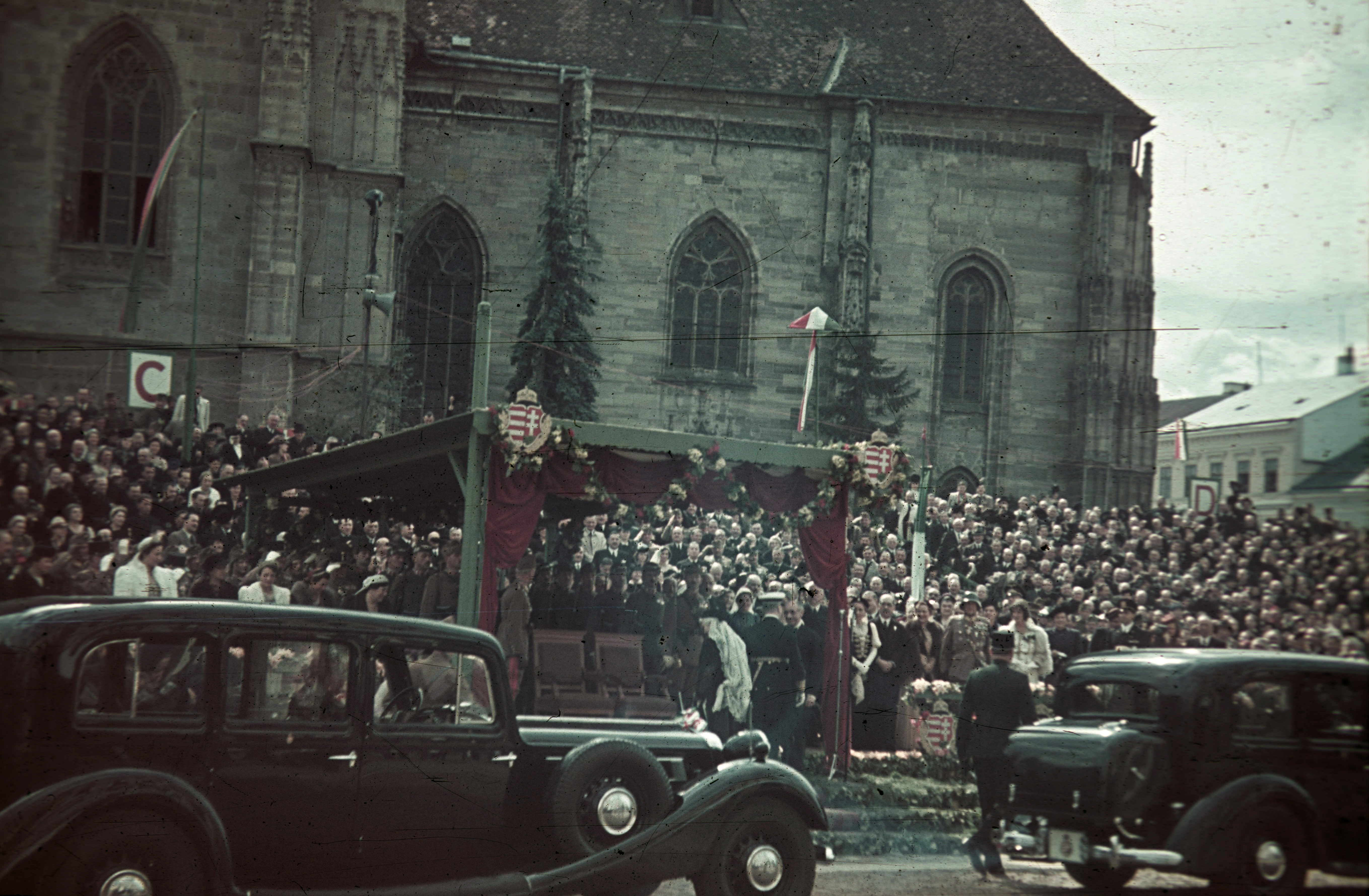

A második bécsi döntést  1940. augusztus 30-án hozta meg a Harmadik Birodalom és Olaszország a magyar–román területi vita ügyében. A döntést megelőzően nagyon kiéleződött a helyzet a két ország között, és a teljes magyar hadsereget is mozgósították. Korábban a Besszarábiát követelő Szovjetunió felajánlotta a közös fellépés lehetőségét, ám ezzel a magyar kormány nem élt. A két fél elsődlegesen egy katonai konfliktusban gondolkodott, ám Németországnak nem állt érdekében ez, valamint félt egy szovjet beavatkozástól, ezért avatkozott közbe. A tárgyalások 1940. augusztus 29-én kezdődtek meg Joachim von Ribbentrop német és Galeazzo Ciano olasz külügyminiszter döntőbíráskodásával Bécsben, és másnapra mindkét kormány beleegyezését adta.
Ezután került sor a határozat kihirdetésére, amely Észak-Erdélyt Magyarországnak juttatta, így ismét az ország része lett 43 104 km², amelyen 2 millió 394 ezer ember élt, akiknek az 1930-as román népszámlálás szerint 38%-a, az 1941-es magyar népszámlálás szerint pedig 53,6%-a volt magyar nemzetiségű. Híressé vált esemény, hogy az ítélet kihirdetése után Mihail Manoilescu román külügyminiszter elájult. A magyar csapatok a döntés értelmében szeptember 5-én lépték át a trianoni határokat, és kezdték meg a kijelölt határvonalig a területek birtokba vételét. Ez nem volt atrocitásoktól mentes, több esetben is véres események követték a bevonulást.
A döntés értékelése máig megosztja a történészeket, amelyet az eltérő megnevezések is mutatnak. A románok a bécsi diktátum (románul: dictatul de la Viena) kifejezést használják, míg a magyarok a döntőbíráskodás, illetve döntés szavakat. A döntést a kommunista Romániában az államilag támogatott magyarellenesség alátámasztására is felhasználták.

## Előzmények

### A két világháború között

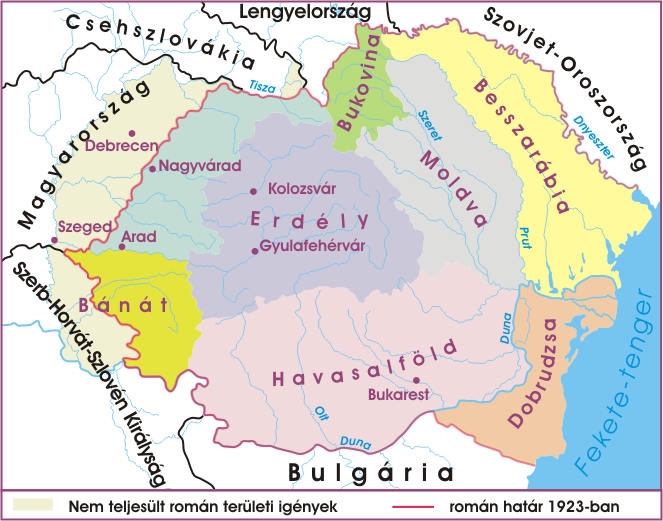
Nagy-Románia 1923-ban

Az első világháború harcainak végét követően Románia ismét az antant oldalán lépett harcba, felrúgva a bukaresti békeszerződést a központi hatalmakkal. Az első román csapatok 1918. november 12-én lépték át a határt Gyergyótölgyesnél. November 17-én Franchet d’Espèrey tábornok, a balkáni francia főparancsnok engedélyt adott a román erőknek, hogy a Károlyi Mihály-kormány által kötött belgrádi fegyverszünetben kijelölt demarkációs vonalig nyomuljanak előre, a román csapatok pedig november 25-én az antant felhatalmazása nélkül kezdték el Erdély megszállását. Mivel a magyar kormány nem tanúsított ellenállást, így december 1-jén a gyulafehérvári Román Nemzeti Tanács kikiáltotta a terület egyesülését Romániával. Ezt a román törvényhozás másfél évvel a trianoni békeszerződés előtt be is cikkelyezte, így jogi alapot adva a megszállásnak. Pár nappal a gyűlés után az antant katonai parancsnokságának engedélyével a román haderő folytatta az előrenyomulást Erdélyben, és az ezt követő hónapokban egyre nagyobb területet szálltak meg, amelyet sok atrocitás kísért, így mintegy 220 ezer magyar menekült el. A szerzemények jelentősebb részét a trianoni békeszerződés nekik ítélte, így Erdély a Román Királyság része lett. A területen 53,82% volt a románok aránya, 31,61% a magyaroké és 10,74% a németeké.
Erdély visszaszerzése kezdettől fogva nagyon fontos volt a revizionisták számára, amelyre nagy hatással volt az, hogy a régiót sokáig elhanyagolta a magyar kormányzat, így olyan érzés volt az emberekben, hogy Magyarország adósa Székelyföldnek, elvesztése nagyon sok embernek jelentett egzisztenciális zuhanást, valamint a két világháború között három magyar miniszterelnök is erdélyi gyökerekkel rendelkezett (Bethlen István, Teleki Pál, Károlyi Gyula). A közvélemény hangulata is jelentős szerepet játszott abban, hogy egyetlen politikus sem tudott lemondani az Erdélyt illető követelésekről, ám tisztában voltak azzal is, hogy nem lehet mindent visszaszerezni. Teleki Pál a mindent visszakövetelni álláspontjára helyezkedett, azonban finoman utalt arra, hogy szükség lehet a kompromisszumkészségre a revízió során. Bethlen István a határ menti magyar területek visszacsatolásában, egy autonóm Erdély létrehozásában, és román–magyar perszonálunió kialakításában látta a probléma megoldását. Gömbös Gyula 1934-es térképében a határhoz közeli magyarlakta területeken kívül vízrajzi, gazdaságfölrajzi és stratégiai alapon szeretett volna visszacsatolást, ám Székelyföld visszatérésével egyáltalán nem számolt.
A magyar kormány célja ebben az időszakban az volt, hogy a Népszövetségben folyamatosan napirenden legyenek a határon túli magyarok ellen elkövetett jogsértések, az ország kitörjön a kisantant jelentette elszigeteltségből, a hadsereg és a közigazgatás képes legyen végrehajtani a revíziót és egy nemzeti érzelmű kisebbségi elitet hozzon létre. Az 1927-ben megkötött magyar–olasz barátsági szerződés segítségével sikerült kitörni az elszigeteltségből, és a Magyar Revíziós Liga propaganda-tevékenységével igyekezett a nemzetközi közösség figyelmét felhívni. A határon túli magyarok a két világháború között 103 petíciót küldtek a Népszövetségnek, amelynek a fele Romániát panaszolta be, ezek közül azonban nagyon kevéssel foglalkozott a Tanács, és a Nemzetközi Bírósághoz egy sem jutott el. A magyar kormány bizalma így csökkent a szervezetben, ezért a harmincas években nem támogatta több petíció megszerkesztését, ezek száma ennek következtében jelentősen lecsökkent. A politikai megegyezésre tett kísérletek is kudarcot vallottak, így a revízió maradt az egyetlen lehetőség Erdély hovatartozása kérdésének megoldására.

### Besszarábia szovjet megszállása
Kárpátalja megszállása, majd Lengyelország megtámadása után Románia jelentős  mozgósításokat hajtott végre, amire válaszul a magyar kormány augusztus 13-án elrendelte a honvédség részleges mozgósítását, és készenlétbe helyezték a magyar–román határ közelében található erőket. Jelentős részben a béke fenntartásában érdekelt német diplomáciának köszönhető az, hogy nem történt fegyveres konfliktus a két ország között. A következő részleges román mozgósításra a franciaországi hadjárat 1940-es sikere után került sor, amelynek köszönhetően május 20-ára már mintegy másfél millió román katona állomásozott Erdélyben. Erre válaszul május 13-án és 27-én a magyar vezetés is részlegesen mozgósított több hadtestet. Románia ekkor egyre jobban közeledett a Harmadik Birodalomhoz, így a magyar tervek Erdély háborús visszaszerzéséről egyelőre nyugvópontra jutottak, azonban június 26-án a Szovjetunió jegyzéket nyújtott át Romániának, amelyben Besszarábiát és Bukovinát követelte, és felajánlotta a közös fellépést a magyar kormányzatnak, amely azt elutasította.

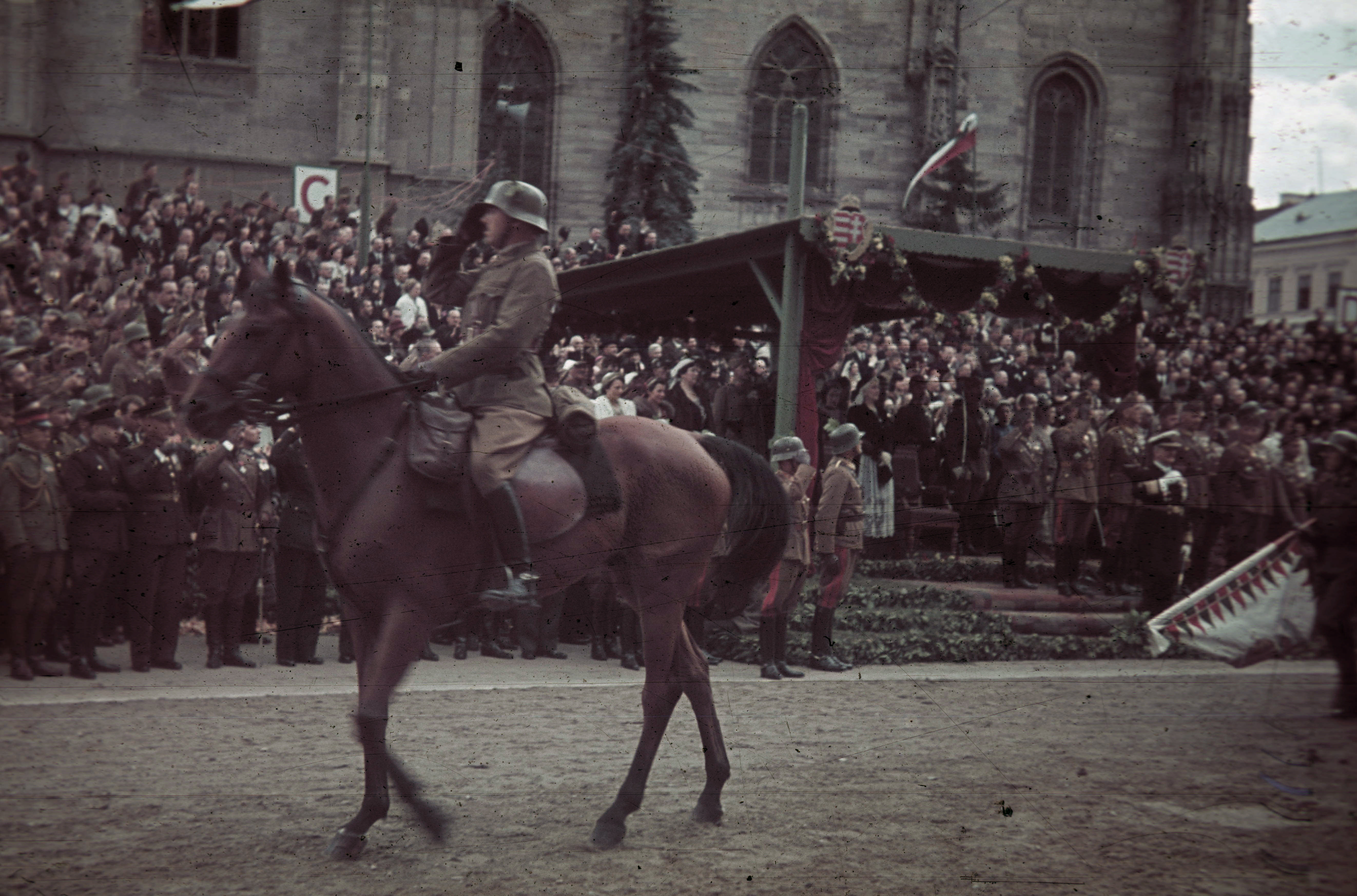

A szovjetekkel való együttműködés nélkül is jó lehetőségnek látszott ez, ezért döntés született a területi igényekkel való fellépésről, és az eddig részlegesen mozgósított hadtestek teljes mozgósításáról, valamint a magyar–román határra való felvonulásáról. Június 28-án, a szovjetek besszarábiai bevonulásával egy időben a román kormány döntött az általános mozgósításról, és mikor a magyar kormány ennek okáról nem kapott kielégítő választ, a kormány belefogott a hadsereg egészének mozgósításába. A magyar vezetés abban reménykedett, hogy Romániában jelentős válság következik be a szovjet követelések teljesítése miatt, és akár baloldali megmozdulásokra is sor kerül, amelyre hivatkozva a magyar hadsereg bevonulhat Erdélybe, a magyar lakosság védelmében. Azonban a határrevízió egyelőre nem kapott jelentős támogatást Németországtól, és a külföldi fegyverzettel ellátott román hadseregről érkező felderítési adatok még a katonai vezetőket is a tárgyalásos megoldás preferálására sarkallták.

### Háborús készülődés

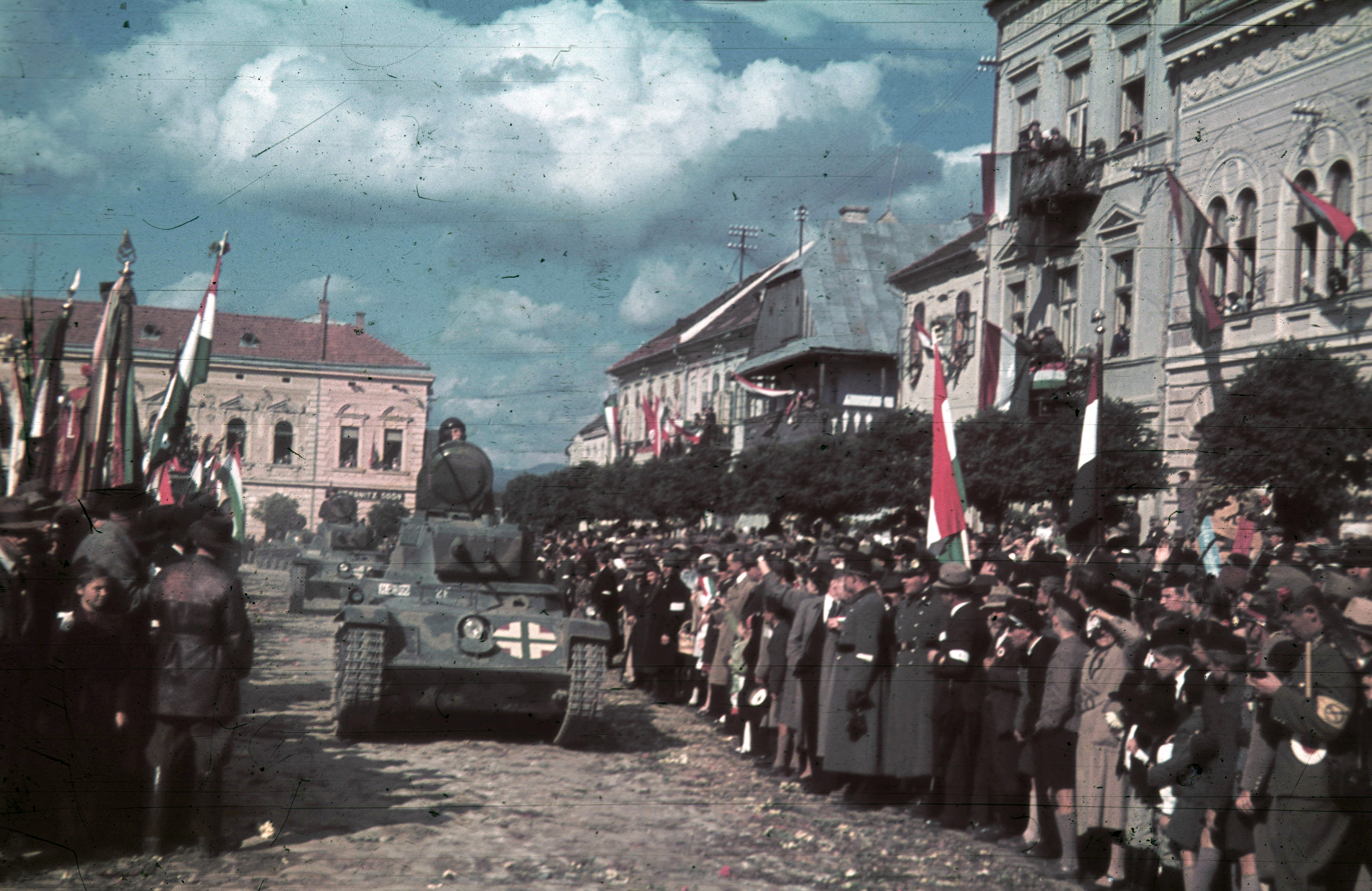

A  Magyar Királyi Honvédség 550 ezer embert mozgósított a határ mellé július 13-ig. Az I., II. IV. és VI. hadtest a Nagy Vilmos gyalogsági tábornok vezette 1. hadsereg alárendeltségébe került, tőle jobbra helyezkedett el a 2. hadsereg alá beosztott III. és V. hadtest Jány Gusztáv altábornagy vezetésével, míg a balszárnyon a VII. és VIII. hadtestből álló 3. hadsereg vonult fel, Gorondy-Novák Elemér altábornagy vezetése alatt. A gyorshadtestet pedig Kárpátaljára vezényelték. A honvédséggel szemben felsorakozó románok túlerőben voltak, és fegyverzetük is korszerűbb volt, hiszen Magyarországot 1938-ig kötötték a trianoni békeszerződés korlátozásai, és a hadsereg fejlesztése csak ekkor indulhatott meg. Azonban a román katonák harcértékét jelentősen rontotta a hosszú, harc nélküli hadiállapot, a tisztek felé való bizalmatlanság és a szélsőséges (vasgárdista és kommunista) eszmék terjedése. Valamint az is bizonyosnak látszott, hogy egy elhúzódó háborút a román gazdaság nem lenne képes elviselni. A románok fő erőssége a Károly-vonal volt, amelynek erődítésein 450 ezer katonát sorakoztattak fel, 270 harckocsival és 330 repülőgéppel megtámogatva.

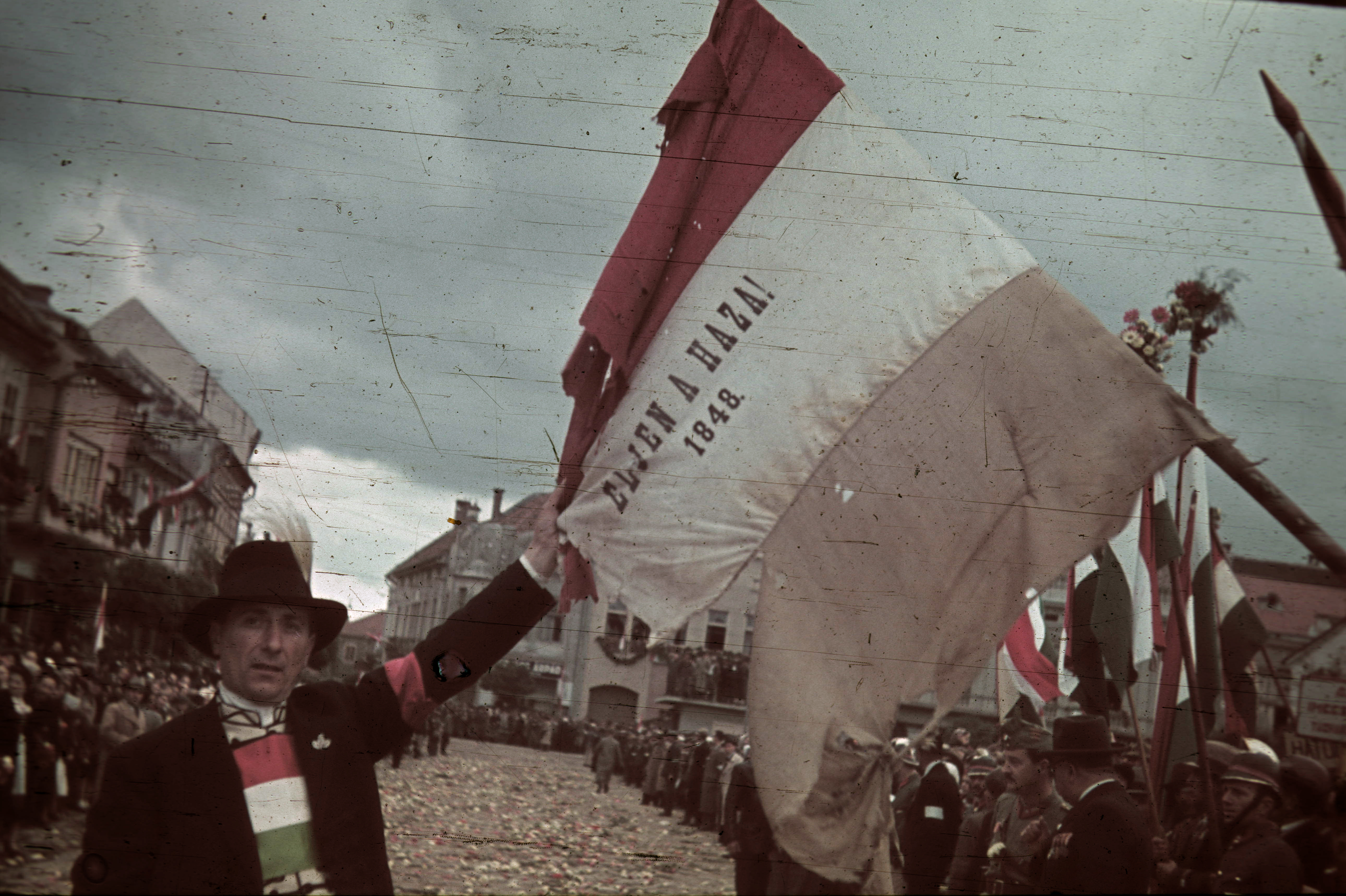

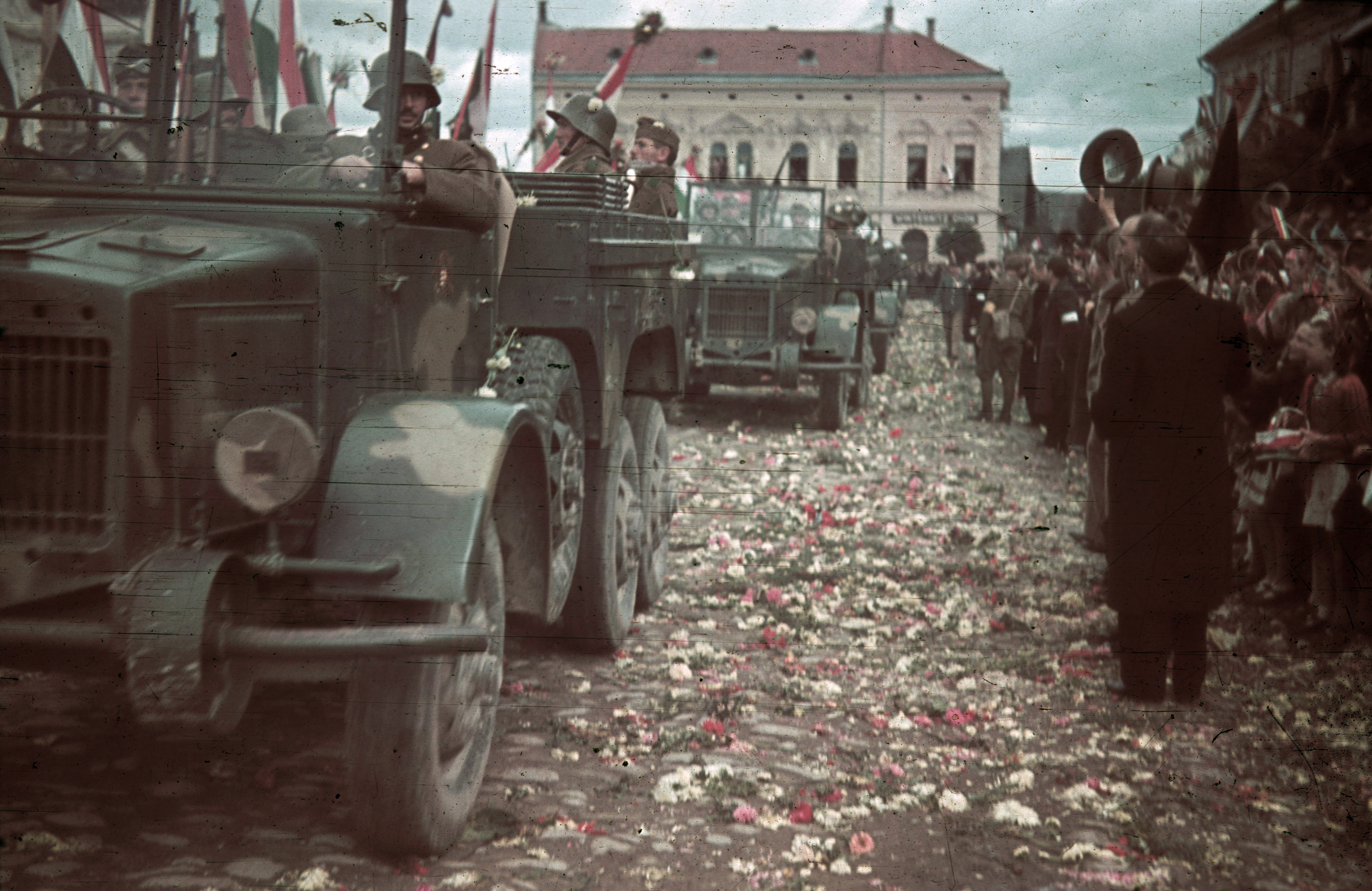

A német vezetés a július 26-án tartott salzburgi német–román találkozón gyakorolt nyomást a románokra, és felszólította őket egy megegyezéses határkorrekcióra. Ennek ellenére a feszültség egyre inkább nőtt, és egyre több határincidensre került sor. 1940. szeptember 5-ig 72-re, amelyben a legtöbbször fegyvert is használtak. A határvillongások többsége román kezdeményezésre történt, így a magyar katonai vezetés taposóaknák telepítését rendelte el a veszélyes szakaszokon. A felek a tárgyalásokkal is egyre késtek, és ez egyre nagyobb feszültséget eredményezett. Az augusztus 16. és 24. között zajló Turnu Severin-i tárgyalások eredménytelenek maradtak, így a kompromisszumos megoldás sikertelensége miatt a magyar hadseregvezetés katonai akcióra szánta el magát, és egy nappal a tárgyalások megszakadása előtt a Honvéd Vezérkar főnöke megküldte a parancsnokoknak az Irányelvek a Románia elleni hadműveletek megindításához című utasítást. A magyar csapatoknak augusztus 28-án hajnalban kellett volna megindítaniuk a támadást a határ teljes hosszában, ám erre végül nem került sor, mivel a berlini román követ átadta a kormánya tengelyhatalmak döntőbíráskodása iránti hajlandóságát.

## Következmények

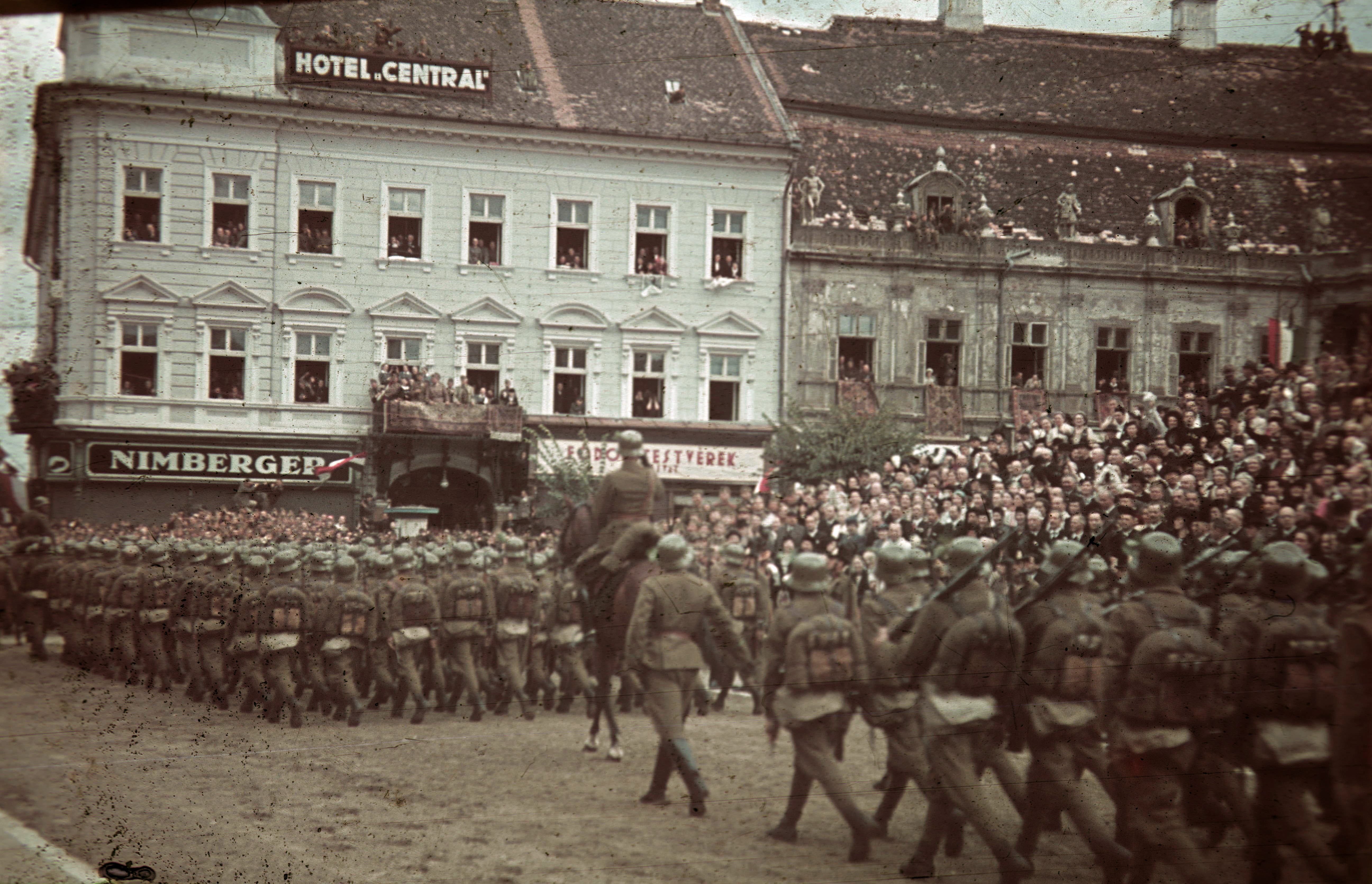

## Érdekességek
1940-ben német nyomásra Románia további területi veszteségeket szenvedett el: át kellett adnia Besszarábiát a Szovjetuniónak, Dél-Dobrudzsát pedig Bulgáriának. Ezeket a döntéseket a győztes nagyhatalmak a világháború után is érvényesnek ismerték el.
1942-ben internálótábor működött többek között Losoncon, ide kerültek a zöld határon Magyarországra szökött erdélyi magyarok, akik nem akartak a román hadseregben szolgálni.

## Képek

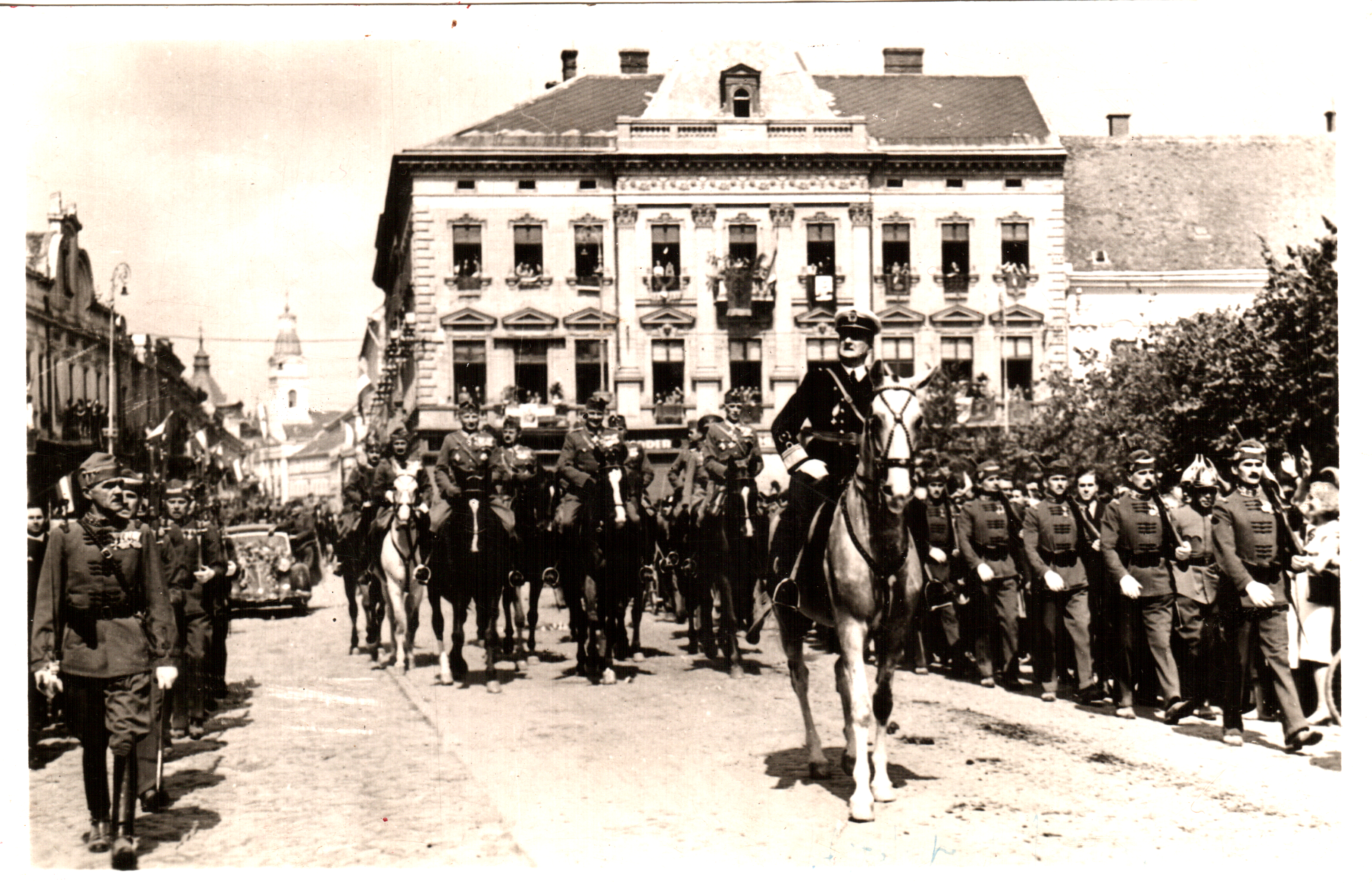
Horthy Miklós kormányzó 1940. szeptember 5-én Szatmárnémetiben
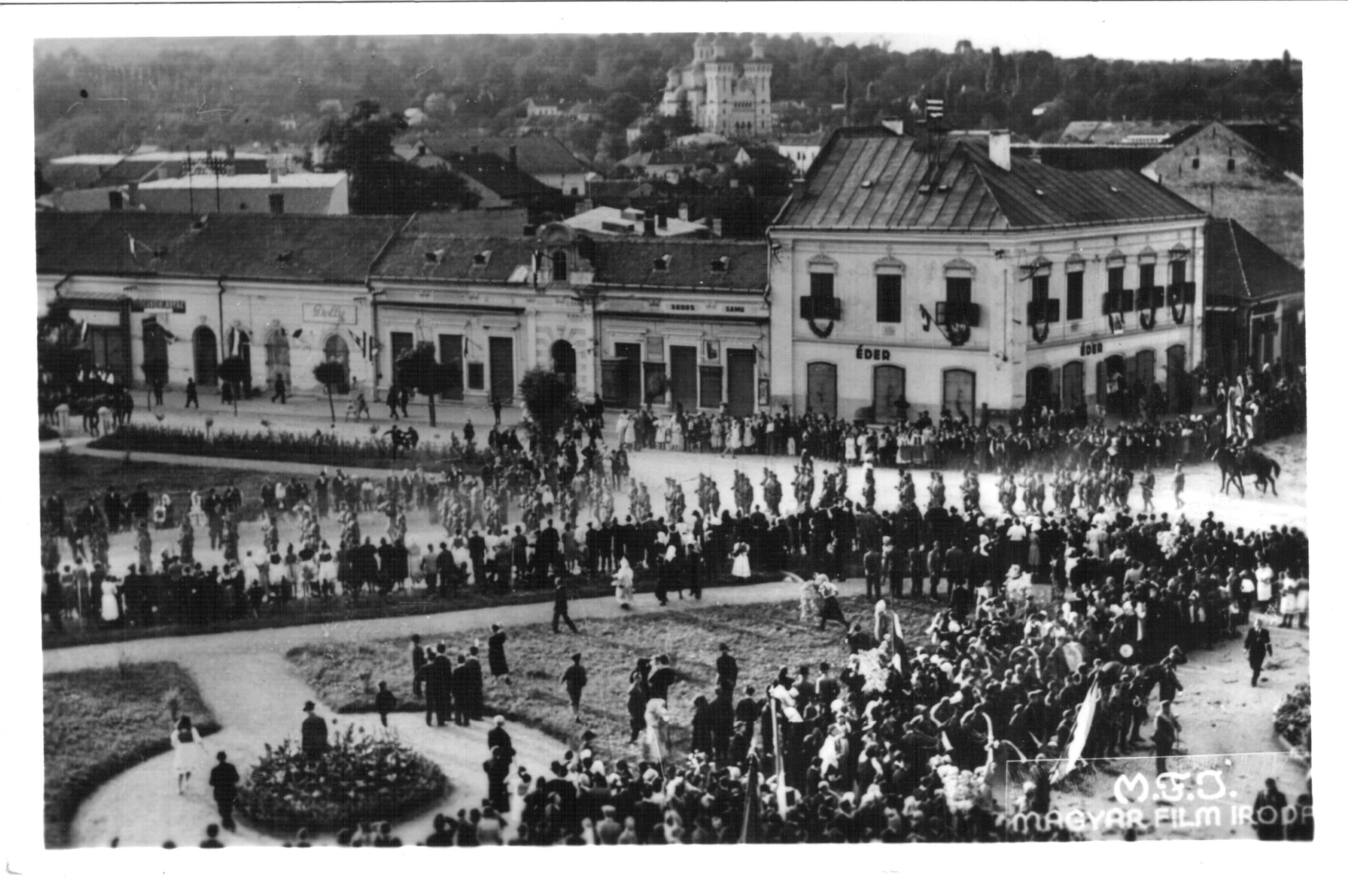
Magyar katonák bevonulásra Zilahra, 1940. szeptember 8-án
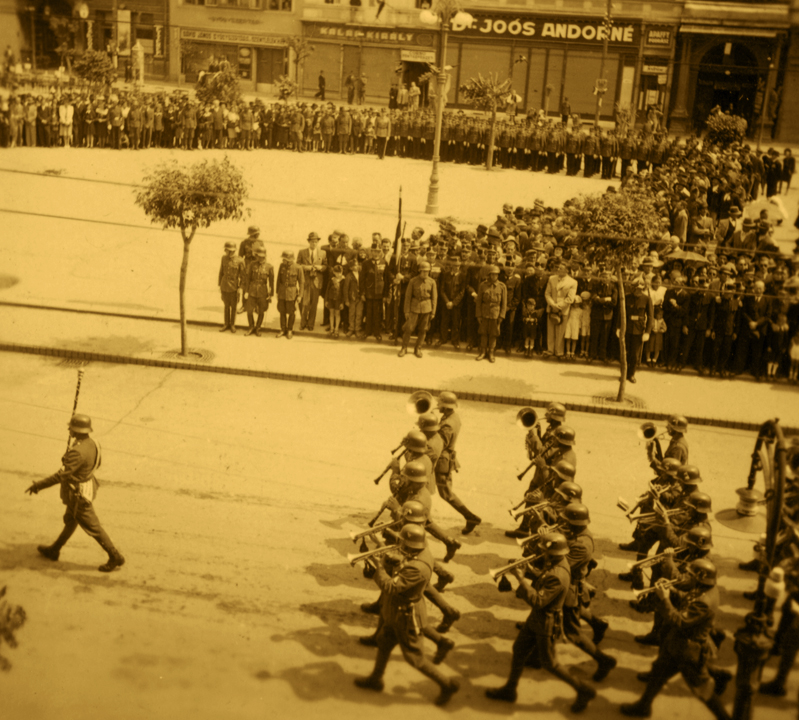
A szekszárdi 12. gyalogdandár ezredzenekarának felvonulása az 1940. szeptember 15-én megtartott ünnepélyes fogadtatás alkalmával Marosvásárhelyen. A dandár díszszázadának élén nagybaconi Nagy Vilmos tábornok vonult be a székely városba